# Akce Zeppelin
Akce Zeppelin (německy Unternehmen Zeppelin, rusky Организация Цеппелин, česky se také používá organizace nebo operace Zeppelin) byla průzkumná a sabotážní agentura nacistického Německa,  vytvořená v březnu 1942 v rámci 6. správy RSHA pro operace v sovětském týlu. Nejznámější operací této agentury byl pokus o atentát na Stalina v roce 1944. Akce Zeppelin byla aktivní zhruba od poloviny roku 1942 až do konce války v roce 1945. Byla zvláště důležitá pro shromažďování zpravodajských informací o dění na východní frontě, ale její náročnější mise přinesly jen malé výsledky. Akce Zeppelin se v letech 1942 – 1945 pod vedením německých zvláštních služeb zúčastnily tisíce lidí.  

## Vznik
Akce Zeppelin měla svůj původ ve výsledcích práce německých vyšetřovatelů, kteří pracovali se sovětskými válečnými zajatci. Někteří zajatci, zejména ti, kteří ztratili své blízké kvůli sovětským represím, byli ochotni spolupracovat s Němci v boji proti sovětskému režimu. Vznikla tak myšlenka na širší akci, která by šla nad rámec shromažďování vojenských a politických zpravodajských informací. Myšlenku vzniku takové agentury prosazoval Reinhard Heydrich, protože německá vojenská rozvědka a další zpravodajské služby neměly přesné informace o Rudé armádě, ale i o sovětském týlu měly spíše skrovné informace. Německé vedení nemělo zprávy o obrovském úsilí v SSSR o vybudování nových průmyslových podniků pro vojenskou výrobu na Urale a Sibiři, či o mobilizaci lidských zdrojů, nebo o vojenských divizích přesouvaných z východních částí SSSR.
Akce Zeppelin měla řešit nedostatek věrohodných zpravodajských informací o Sovětském svazu, které vojenská rozvědka nebyla schopna získat. Zároveň také s úspěchy sovětského partyzánského hnutí rostla potřeba vytvořit protiváhu v podobě protisovětských bojovníků v týle Rudé armády. Součástí Akce Zeppelin byli zástupci říšských ministerstev vnitra, financí, zahraničních věcí a RSHA. Himmler osobně představil plán Akce Zeppelin Hitlerovi, který v únoru 1942 schválil realizaci. Akce Zeppelin tak vznikla pod patronací SD s cílem provádět výzvědnou a diverzní činnost nezávisle na vojenské rozvědce. Zpočátku podléhala přímému velení SS-Brigadeführera Waltera Schellenberga, později 6. správě RSHA.
Zřízené zvláštní oddělení dostalo zkratku VI C/Z, kde Z znamenalo (německy) "Zersetzung“ (rozklad), tedy hlavní cíl operací. Písmeno Z je v německé fonetické abecedě označováno jako Zeppelin. To dalo vzniknout kódovému označení Akce Zeppelin. 

## Organizace
Akce Zeppelin byla součástí 6. správy RSHA, ale později v roce 1943 se pod vedením Heinze Gräfeho stala fakticky operačně nezávislou strukturou. Hlavní štáb organizace sídlil od jara 1943 v Berlíně, Berkaer Straβe 32/35 v budově RSHA. Jednotlivé zvláštní vojenské útvary, výcvikové tábory a skupiny měly sídlo poblíž sovětsko-německé fronty. Akce Zeppelin se tak stala samostatným pracovištěm řízeným RSHA a její regionální velitelství kopírovala rozložení německých skupin armád na frontě, a to Sever (německy Nord), Střed (německy Mitte) a Jih (německy Süd). Vedoucí hlavního velitelství podléhal přímo generálnímu štábu Akce Zeppelin v Berlíně a měl naprostou nezávislost v operační činnosti. Své akce koordinoval s ostatními zpravodajskými službami a vojenským velením.
Na podporu operace byla na příkaz Himmlera v září 1942 ve Wannsee zřízena zvláštní sekce (německy Havelinstitut). Jednalo se o radiové centrum určené k vyřizování komunikace s nasazenými agenty a také sloužilo jako výcvikové zařízení pro radisty. Informace shromážděné agenty Zeppelinu byly předány ke zpracování a posouzení dalšími odděleními RSHA. Teprve v létě 1944 převzalo velitelství Zeppelinu pod svou kontrolu sestavování a vyhodnocování shromážděných zpravodajských informací.
Každé z hlavních velitelství Zeppelinu se svými podřízenými službami čítalo několik stovek zaměstnanců a agentů.
V rámci Akce Zeppelin existovalo také zvláštní tajné oddělení pro výrobu fiktivních vojenských a civilních dokumentů, které byly poskytovány agentům průzkumných a sabotážních operací převelených do sovětského týlu.
V letech 1944 – 1945 byla výcviková střediska reorganizována a řada agentů byla převedena pod národnostní jednotky nebo do zvláštních jednotek SS pod vedením Otty Skorzenyho.
S rostoucími neúspěchy na východní frontě ztrácela Akce Zeppelin na významu, přesto však její struktura existovala až do roku 1945. Části Akce Zeppelin byly také dislokovány ve městě Teplá, kde byl maskován jako výcvikový tábor ROA. Většina personálu Akce Zeppelin skončila v zajetí v západních okupačních zónách.

### Trestní tábor Zeppelin
Součástí organizace byl také trestní tábor, kde byli umístěni agenti, kteří se dopustili nějakých přestupků nebo po návratu ze sovětského týlu nebyli považováni za důvěryhodné. Tábor byl zřízen v polovině roku 1942 u města Kreuzburg. Nacházel se na severním okraji města a byl veden jako běžný zajatecký tábor Stalag 318. Celkem bylo ve zvláštním trestaneckém táboře Kreuzburg současně drženo okolo 400 lidí. Po příchodu vězně do tábora byl automaticky zařazen do trestného praporu, jehož příslušníci nosili žluté oblečení s písmeny SU (německy Sowjetunion). Po průběhu vyšetřování s osvobozujícím verdiktem nebo uplynutí trestu byli agenti zařazeni do zvláštní čety, ve které byli poté školeni jako agenti kontrarozvědky, dozorci nebo policisté. Tábor existoval do ledna 1945.

## Úkoly
Zeppelin měl za úkol politické zpravodajství, sabotážní, teroristické aktivity a vytváření separatistických národních hnutí v sovětském týlu. Pro plnění těchto úkolů Zeppelin vytvářel mimo jiné také protibolševické organizace z řad sovětských válečných zajatců. 
Akce Zeppelin se jako zpravodajská a sabotážní agentura ve své každodenní činnosti řídila tzv. „Akčním plánem politického rozpadu Sovětského svazu“. Německé vedení doufalo, že bude podkopán sovětský týl a tím budou oslabeny možnosti Rudé armády bojovat s wehrmachtem. Zamýšleného cíle mělo být dosaženo vysíláním speciálně vycvičených agentů do hlubokého týlu SSSR, zejména do oblastí s vysokým významem pro válečné úsilí. Za účelem destabilizace sovětského týlu agenti dostávali následující úkoly:
- shromažďovat informace o politické situaci v SSSR,
- vést nacionalistickou protisovětskou propagandu,
- organizovat povstalecké hnutí a provádět teroristické činy proti stranickým a sovětským vůdcům.[4]

Velitelství Akce Zeppelin se skládalo z několika částí plnících dále uvedené úkoly:
- kancelář vedoucího agentury,
- Z1 – nábor personálu a operační řízení nižších agentur, materiální zásobování.[10]
  - Z1A – řízení a dohled nad činností nižších orgánů, nábor personálu,
  - Z1B – správa táborů a evidence osob,
  - Z1C – ochrana a přesun agentů,
  - Z1D – materiální zabezpečení agentů,
  - Z1E – správa vozového parku.
- Z2 – výcvik agentů,[10]
  - Z2A – výběr a výcvik ruských agentů,
  - Z2B – výběr a výcvik kozáků,
  - Z2C – výběr a výcvik kavkazských agentů,
  - Z2D – výběr a výcvik středoasijských agentů,
- Z3 – zpracování materiálů o činnosti speciálních táborů, frontových velitelství a agentů.

Hlavní štáb Akce Zeppelin prováděl obecné řízení a plnil následující úkoly:
- Oddělení A se zabývalo přípravou a přesunem průzkumných a sabotážních skupin.
- Oddělení B mělo na starosti ekonomické zabezpečení skupin agentů.
- Oddělení C shromažďovalo informace o vojensko-politickém a ekonomickém stavu SSSR a mělo na starosti výběr agentů pro provedení akcí.

Na jaře roku 1942 zformoval Zeppelin na sovětsko-německé frontě čtyři zvláštní útvary u armádních skupin. Jejich úkoly byly:
- práce s válečnými zajatci – výslechy za účelem shromažďování informací o vnitropolitické situaci v SSSR a výběr kandidátů na agenty,
- shromáždění stejnokrojů, dokumentů a dalších materiálů pro zásobování agentů a pro organizování povstaleckých aktivit,
- vysílání vybraných válečných zajatců do speciálních výcvikových táborů Zeppelin nebo provádění výcviku agentů na místě,
- práce propagandistických skupin pro šíření sociální, národní a náboženské propagandy,[6]
- podvratné aktivity,[10]
- převoz agentů přes frontovou linii.

Zeppelin zařazoval své agenty do jím vytvářených a podporovaných proněmeckých politických organizací z příslušníků sovětských národů. Dále byli agenti využíváni k protisovětské propagandě mezi válečnými zajatci různých národností Sovětského svazu.
Ve svých funkcích shromažďování zpravodajských informací operace Zeppelin duplikovala činnost abwehru a zpravodajské sekce zahraniční armády Východ (oddělení OKH). Zatímco vztahy s armádní sekcí byly normální, vztahy s abwehrem byly konkurenční. 

## Výcvik
Vybraní dobrovolníci, kteří v podstatě nebyli ničím jiným než německými agenty, měli věřit, že aktivně bojují za osvobození svých národů. SD proto pro tyto agenty používala termín „aktivista“. V prvním náboru bylo získáno 104 agentů dobrovolníků pro zvláštní akce z řad sovětských válečných zajatců. Ti byli pověřeni sabotážními úkoly v sovětském týlu. Jejich výsledky nebyly valné a většina zadaných cílů operací nebyla splněna.
Nábor probíhal obvykle v zajateckých táborech, ale klíčovým motivačním problémem bylo, že sovětští zajatci jej viděli pouze jako šanci na vysvobození a své přežití. Naverbovaní agenti byli nejdříve přesouváni do tzv. sběrných táborů, kde je lékaři léčili z následků pobytu v zajateckém táboře. Během této doby bylo provedeno důkladné třídění a také agenturní prověrka osob. Osoby ochotné ke spolupráci pak byly dále cvičeny jako sabotéři a následně vysílány do sovětských republik k podvratné práci.
Škola pro rozvědku a sabotáž pro agenty ruské národnosti byla vytvořena Zeppelinem v březnu 1942. Zpočátku byla umístěna poblíž polského města Lubin. V táboře se současně nacházelo 150 až 200 lidí. Při výcviku byli agenti indoktrinováni ideologií nacismu, byli vysíláni na prohlídky do různých míst Německa, aby se seznámili s životem obyčejných lidí v Říši. Rekruti nosili německé uniformy a jejich životní podmínky byly srovnatelné s podmínkami německých vojáků. Z konspiračních důvodů byli radisté, sabotéři a průzkumníci cvičeni odděleně. Výcvik ve škole trval 3 až 6 měsíců. Poté byly z vycvičených agentů vytvářeny skupiny pro přesun přes frontovou linii. Skupina se obvykle skládala z 2–5 lidí a zpravidla zahrnovala radistu s radiostanicí. Agenti vycvičení v této škole byli vysíláni převážně do oblastí Moskvy, Leningradu, ruského severu a na Ural. Nasazeným agentům bylo také doporučeno navazovat kontakty s místními obyvateli, kteří byli v minulosti vystaveni represím a vytvářet z nich povstalecké skupiny. Přesun byl obvykle prováděn z letišť ve městech Pskov a Smolensk.
Od roku 1943 byl výcvikový proces změněn. Hlavní velitelství se samo zabývalo výcvikem agentů z vybraných válečných zajatců. Ti byli následně po výběru vysláni do výcvikových táborů na 2 – 3 týdenní karanténu, kde byli podrobeni ideovému působení a nezbytnému vojenskému výcviku. Poté byli převeleni k jednotkám SS u hlavních velitelství, kde se po dobu jednoho měsíce aktivně účastnili kárných operací proti sovětským partyzánům. Po absolvování této "praxe" byli odesláni do vojenských škol pro agenty. Při sestavování skupiny pro následné nasazení do týlu byl do ní zařazen také agent, který neustále sledoval ostatní členy své skupiny a prověřoval je. Nejslibnější agenti s vyšším a středním vzděláním byli posláni do Německa, kde byli opět prověřováni a školeni ve speciálních táborech.
Vzhledem k nedostatku ledatel docházelo k výraznému zpožďování nasazení skupin v sovětském týle. Agenti čekající na nasazení byli vystaveni realitě německého okupačního režimu, který pro mnohé znamenal deziluzi o spojenectví v boji s bolševismem. Dalším impulsem k poklesu morálky vojáků byly německé porážky na frontě. Proto v mnoha případech takto získaní agenti přecházeli ihned po vysazení na sovětskou stranu. 
Kvůli omezeným zdrojům muselo německé velení opustit strategii kvantity a začalo lépe vybírat kádry určené k nasazení. Vybíralo si proto ruské zajatce, kteří se dopustili těžkých zločinů proti sovětským zákonům, jako byla dezerce nebo vraždy sovětských civilistů. Němci předpokládali, že tyto viny jim zabrání vzdát se sovětským úřadům. V lednu 1944 Walter Schellenberg nařídil, aby ke každé skupině agentů byl přidělen Němec. Na konci roku 1944 a na začátku roku 1945 čelila Akce Zeppelin takovým potížím při hledání spolehlivých ruských agentů, že bylo rozhodnuto použít rusky mluvící Volksdeutsche.
S ohledem na rostoucí německé vojenské neúspěchy a porážky na frontách začali být agenti připravováni na plnění úkolů v podmínkách po konci války. Malé sabotážní a diverzní skupiny byly cvičeny zrychleným tempem a následně převáděny do týlu sovětských vojsk. Němci začali školit kvalifikované agenty z řad rodáků ze středoasijských republik, u kterých předpokládali, že po skončení války se jejich agenti vrátí do vlasti a v budoucnu se budou moci dostat do vedoucích pozic v politice, vědě a různých odvětvích národního hospodářství.

### Osamělí agenti
Kromě hromadného výcviku agentů byli cvičeni také osamělí agenti k plnění speciálních úkolů. Výcvikový kurz zahrnoval podvratnou činnost, metody agentské a zpravodajské práce, formy komunikace, metody náboru a používání protisovětské (pronacistické) agitace, vytváření sabotážních skupin, praktickou střelbu z osobních zbraní a házení granátů. Posluchači byli seznamováni s topografií a učili se používat kompas a mapu. Při výcviku podvratné činnosti agenti získávali dovednosti, jak zabránit zničení nastražených náloží a znalosti práce s automatickou rozbuškou. Instruktoři výcviku doporučovali ponechat takovou nálož v místnosti, kde se konaly schůze a demonstrace.

## Operace provedené Akcí Zeppelin
Zvláštní operace byly zahájeny v červnu 1942. Skupiny čtyř až pěti mužů včetně radisty, byly vysazeny na padácích hluboko za frontovou linií, zatímco jiní překračovali frontovou linii pěšky. Agenti obvykle disponovali padělanými doklady a značnými částkami v hotovosti. Skupiny dostávaly různé úkoly na poli špionáže, diverze, sabotáže, infiltrace, šíření propagandy, podněcování odporu atd. Úkoly, které její agenti z řad sovětských občanů plnili, spočívaly především v sabotážích a sběru zpravodajských informací. Sabotérům bylo také doporučeno provádět masové otravy obyvatelstva, což měl být způsob, jak vyvolat nespokojenost se sovětskou vládou. Pro operace Němci shromáždili v táborech 10 000 až 15 000 rekrutů, ze kterých bylo vybráno 2 000 až 3 000 agentů k nasazení do akce. Kvůli malému úspěchu a tenčícím se zdrojům, včetně nedostatku leteckých palivových a rádiových jednotek, museli Němci opustit myšlenku masového nasazení sabotérů a vrátit se k primárnímu cíli, tj. shromažďování zpravodajských informací.
Němci se také snažili zorganizovat separatistické hnutí v národních republikách, které mělo za cíl oddělení od SSSR a vytvoření loutkových států pod protektorátem Německa. Za tímto účelem v letech 1941 – 1942 RSHA spolu s Říšským ministerstvem pro okupované východní oblasti v Berlíně vytvořila řadu tzv. „národních výborů“ (gruzínský, ázerbájdžánský, arménský, turkestánský, severokavkazský, volžsko-tatarský a kalmycký), které měly za úkol přilákat národní emigraci k aktivnímu boji proti Sovětskému svazu.
Od poloviny roku 1943 operace Zeppelin také podporovala a udržovala kontakt s proněmeckými skupinami, které zůstaly za sovětskými liniemi díky postupu Rudé armády na západ. V létě 1944 Zeppelin navázal kontakt se zbytky jednotek RONA poblíž Brjanska.
Agenti Zeppelinu byli také vysíláni do Francie, Itálie a Jugoslávie k boji proti partyzánům. Působili také v řadách kárných jednotek, které bojovaly s partyzány na okupovaných územích SSSR.

### Zpravodajská činnost
Akce Zeppelin měla především úspěchy při shromažďování zpravodajských informací. Podařilo se jí nasadit agenty do sovětského lidového komisariátu dopravy a díky tomu byly získávány zprávy o pohybu jednotek Rudé Armády. Další agenti posílali zprávy o pohybu vlaků na trati ze Samary a z Vladivostoku. Jednomu z agentů se podařilo infiltrovat do okolí maršála Rokossovského a podat informace o připravované operaci Bagration. Ještě v říjnu 1944 bylo v sovětském týle aktivních 15 skupin. Po válce však vyšlo najevo, že nejhodnotnější informace byly získávány ze zpravodajského vytěžování sovětských válečných zajatců. Prostřednictvím této akce německá rozvědka získala věrohodnou představu o sovětských možnostech a průmyslových kapacitách včetně jejich umístění.
Těsně před výsadkem agenti obdrželi sovětské vojenské uniformy, dokumenty, peníze, výbušniny, zbraně a granáty. Fiktivní dokumenty byly vyhotoveny na žádost samotného agenta, pod jeho skutečným nebo fiktivním jménem a příjmením. Agenti obvykle dostávali vojenské knížky nebo důstojnické průkazy, potvrzení o nemoci, cestovní doklady, ale i prázdné formuláře s pečetěmi. Aktivní skupiny vysazené do sovětského týlu dostaly za úkol udržovat vzájemný kontakt prostřednictvím speciálně přidělených styčných osob. Styčné osoby měly také povinnost udržovat kontakt mezi skupinou a radistou vysazeným odděleně. Pro návrat přes frontovou linii dostali agenti heslo „1C SD“. Všechny německé jednotky dostaly pokyn okamžitě předat osoby prokazující se tímto heslem do rukou SD.

### Protisovětské legiony a politické organizace
V rámci organizace Zeppelin byly formovány pomocné jednotky (německy Hauptkommandos), kde rekruti sloužili při čekání na výsadek za sovětskými liniemi. Byl to také způsob, jak posoudit spolehlivost a připravenost rekrutů. Začátkem roku 1942 byla ve Stalag I-F zformována vojenská skupina pod velením Gila, tzv. Bojový svaz ruských nacionalistů, ze které se později stala SS brigáda Družina. Tato jednotka se účastnila protipartyzánských operací, zejména Hornung a Cottbus.
Na konci roku 1942 propagandistické oddělení generálního štábu wehrmachtu vytvořilo Ruský výbor, který vydal Smolenské provolání. Cílem Akce Zeppelin na tomto poli bylo vyvolat dojem velkého protisovětského hnutí, které se organizuje na německé straně. Proto byla vytvořena 1. gardová brigáda Ruské osvobozenecké armády, která měla dodat akci věrohodnost. Gardová brigáda ROA provedla vojenskou přehlídku v Pskově dne 22. června 1943, ale její potenciál nebyl dál nijak využit. Cílem akce bylo jen získat více agentů pro Akci Zeppelin.
Na jaře 1942 byla ve Výmaru založena politická strana Ruská lidová strana reformistů (rusky Русская народная партия реформистов, zkratka RNPR). V jejím čele stanul bývalý generálmajor Rudé armády Ivan Bessonov (rusky Иван Бессонов), který později proslul jako navrhovatel myšlenky výsadku na Pečoře. Na podzim roku 1942 vedení RNPR na území koncentračního tábora Buchenwald vytvořilo organizaci s názvem „Politické centrum pro boj proti bolševismu“. Toto centrum vydávalo noviny a časopisy pro válečné zajatce v proněmeckém duchu.

### Výsadky diverzních skupin
Jednou z operací takových skupin byl výsadek diverzantů v Jaroslavské oblasti majících za úkol vytvářet odbojové skupiny z protisovětsky naladěných osob, které měly být nápomocny organizovat sabotáže na železniční dopravě a dalších objektech. Dalším úkolem byly útoky na sovětské a stranické představitele, organizování tisku a distribuce protisovětských letáků s propagací myšlenek Bojového svazu ruských nacionalistů. Cílem bylo také shromažďování vojensky důležitých informací a jejich předávání rádiem. Skupina byla sovětskými orgány zajištěna dne 2. října 1942 ve složení Perevalov, bývalý poručík Rudé armády, Latyšev, bývalý seržant, a Golovačev, bývalý voják. U nich byly nalezeny radiostanice, jedna krabice s výbušninami, tři hektografy, zásoba čistých listů na výrobu letáků, 177 600 sovětských rublů, náhradní civilní obleky, fiktivní dokumenty a prázdné formuláře.
Dne 2. října 1942 byla další podobná skupina zadržena v Tambovské oblasti. Tato měla k dispozici vysílačku, krabici s výbušninami, 9 revolverů, hektograf, 200 letáků Bojového svazu ruských nacionalistů, 135 850 rublů, fiktivní dokumenty a další vybavení.
Jako další akci velitelství vypracovalo plán leteckého převozu tiskárny na území Vologodské oblasti za účelem tisku podzemních protisovětských novin. Jejich vydavatelem měl být velitel zpravodajské služby v Novgorodu a také redaktor kolaborantských novin Nové Slovo (rusky Новое Слово) Filistinskij, který byl bývalý vězeň táborů GULAG. Tiskárna měla být umístěna v jedné z odlehlých vesnic Vologodské oblasti, kde vhodnost podmínek ověřila dříve nasazená průzkumná skupina. Projekt však nebyl realizován kvůli nedostatku letadel.
Další skupiny byly připravovány na nasazení v hloubce sovětského týlu za účelem narušování dopravy mezi evropskou částí SSSR a průmyslovými středisky na Urale. Skupiny byly zformovány z více než 100 osob každá:
1. skupinu vedl bývalý sovětský pilot Georgij Kravec, který přeletěl s letadlem již v roce 1933 do Lotyšska. Od začátku války pracoval pro německou rozvědku. Jeho skupina se připravovala na nasazení s úkolem provádět rozsáhlé sabotážní akce v průmyslových zařízeních ve městě Molotov (nynější Perm).
2. skupinu vedl kozák, který dobrovolně přešel na německou stranu a osvědčil se v trestných akcích proti partyzánům a podvratných činnostech. Skupina byla určena k nasazení do oblasti Volha a Kama.
3. skupinu vedl člen NTS[pozn. 5] Nikolaj Nikolajevič Rutčenko, který před válkou vyučoval historii na jedné z leningradských univerzit a během války u Leningradu dobrovolně přešel na německou stranu[14] a vedl protipartyzánský oddíl.
4. skupinu (přes 200 lidí) vedl bývalý kapitán Rudé armády Martynovskij. Po zajetí aktivně spolupracoval s německými zpravodajskými službami a účastnil se protipartyzánských operací. Jeho skupina se připravovala na vylodění v Astrachaňské oblasti.

Operace nebyla realizována.
Další skupina měla být nasazena u Čeljabinska proti významným průmyslovým objektům a dopravním trasám. Skupina byla vyslána 18. února 1944, ale místo nad plánovaným cílem byla shozena v Komi-Permjackém autonomním okruhu. Agenti byli rozptýleni po lese a nemohli se shromáždit. Jeden parašutista visel ze stromu a umrzl, dva sabotéři spáchali sebevraždu z hladu a omrzlin. Další člen skupiny utrpěl těžké omrzliny nohou s gangrénou a musel být zastřelen. Kvůli omrzlinám a ztrátě orientace se skupině nepodařilo misi splnit. O čtyři měsíce později se tři agenti vzdali místním složkám NKVD.
Další operací bylo vyřazení signalizačního a komunikačního zařízení na železniční trati Lanivci – Kornějevka (rusky Корнеевка) v noci 17. října 1942. Tato operace vedla k omezení dopravy po dobu 5 dní.
Podle výsadku majícího za úkol sabotáže na trati Moskva – Archangelsk byl natočen v roce 2015 film "...a jitra jsou zde tichá". Výsadek měl 13 agentů, kteří měli za cíl narušit přepravu zboží z USA na frontu. Díky rychlým přesunům agentů nemohly sovětské bezpečnostní síly diverzanty po 2 měsíce zadržet.  Ale pro neustálé pronásledování od bezpečnostních sil se výsadku nepodařilo splnit žádný ze zadaných úkolů a nakonec bylo všech 13 záškodníků zadrženo.

### Operace na Kavkaze
Jednalo se o sadu operací majících za cíl podpořit postup německých vojsk na Kavkaze v průběhu německé letní ofenzívy v roce 1942. Tyto skupiny agentů měly vytvářet povstalecké útvary, šířit paniku v sovětském týlu a také provádět zpravodajskou a sabotážní činnost. Kavkazský region byl vybrán s ohledem na nepokoje v Čečensku, které měly výsadky agentů více rozdmýchat. Proto byl v březnu až dubnu 1942 poblíž Varšavy zřízen zvláštní přípravný tábor pro agenty středoasijských národností. Nacházel se na území zvláštního tábora, kde německé velení formovalo z válečných zajatců speciální protisovětskou vojenskou jednotku, tzv. Turkickou legii. Agenti byli vycvičeni v průzkumné a sabotážní škole Zeppelin s názvem Hlavní tábor Krym. Zvláštní letecká eskadra KG 200 vysadila agenty do sovětského týlu, kde měli za cíl být jádrem povstaleckých skupin. Byli rozděleni do 5 čet – gruzínská, arménská, ázerbájdžánská, jiné národnosti z Kavkazu a pátá, zformována v září 1942, byla složena z radistů. Vysazeno bylo více než 100 agentů, kteří byli téměř všichni pozatýkáni a zneškodněni sovětskými bezpečnostními složkami. Operace byla posléze ukončena ústupem wehrmachtu z Kavkazu.
Další operací na Kavkaze byla operace Mainz, která zahrnovala gruzínské emigranty doufající v obnovení nezávislé Gruzie. Dvě skupiny gruzínských agentů byly propašovány přes hranici poblíž města Batumi. Agenti se spojili s místním protisovětským podzemím, kterému nabízeli zbraně za informace. Operace byla prováděna s tichou podporou turecké rozvědky. Na jaře 1944 Zeppelin rozšířil operaci nasazením dalších pěti skupin agentů v sovětské Gruzii. Zároveň však bylo téměř nemožné udržet kontakt s agenty, protože Turecko pod rostoucím tlakem spojenců přerušilo v srpnu 1944 vztahy s Německem.

### Výsadek u Pečory
Německá operace proti průmyslovému centru u města Pečora byla provedena v roce 1943. Operace se odehrála v KASSR, která byla bohatá na přírodní zdroje klíčové pro válečné úsilí SSSR. Železniční trasy pro přepravu zboží musely překročit několik řek včetně řeky Pečory, kde v dubnu 1942 byly dokončeny veškeré práce na stavbě mostu. Německé velení si bylo dobře vědomo role, kterou železnice začala hrát v zásobování sovětského průmyslu a fronty uhlím, ropou a dřevem. V prosinci 1941 byl z Vorkuty vyslán první vlak s uhlím. V souvislosti s tím byl Zeppelin pověřen úkolem vypracovat plán operace na její zneškodnění. Autorem myšlenky byl bývalý sovětský generál Ivan Bessonov (rusky Иван Бессонов).
Jejím provedením byli pověřeni agenti z řad sovětských válečných zajatců, kteří pro akci byli připravováni poblíž Rigy v sabotážní škole abwehru. Jejich úkolem bylo v první řadě vyřadit z provozu železniční spojení vyhozením mostu přes řeku Pečoru poblíž obce Kožva (rusky Кожва), čímž by přerušili dodávky pečorského uhlí sovětskému průmyslu, Severní a Baltské flotile. V oblasti bylo také velké množství trestních táborů, proto druhým úkolem bylo vyvolat v nich povstání vězňů. Dalším úkolem bylo provedení průzkumu a nahlášení objektů vojenského významu.
V noci z 5. na 6. června 1943 vstoupily do vzdušného prostoru nad oblast z Karského moře dva německé letouny Condor, které startovaly z norského města Narvik. Na palubě bylo 12 parašutistů oblečených ve stejnokrojích NKVD. Aby byla zajištěna úspěšnost operace, měli k dispozici mapy s podrobnými informacemi o železničních mostech, výskytu táborů, prázdné oficiální formuláře, úřední razítka NKVD a armádních jednotek.
Přelet letadel byl zaznamenán hlídkami protivzdušné obrany, které hlásily, že ve 3 hodiny ráno nedaleko Kožvy ve výšce 150 – 200 m přeletěla dvě letadla bez identifikačních značek. Obě skupiny agentů se dostaly na místo výsadku, ale dva členové Doronin a Odincov se rozhodli přejít na sovětskou stranu. Zastřelili velitele skupiny bývalého bělogvardějce Nikolajeva a kontaktovali sovětské hlídky v táboře dne 8. června 1943 ve 3:00 ráno. Vzbouřenci byli s ostatními členy výsadku domluveni, že se vzdají bez boje. Při zatýkání členů výsadku však došlo k náhodné přestřelce, ve které byl jeden diverzant zabit. Zbytek výsadku se vzdal.
Sovětské velení zahájilo rádiovou hru s německou tajnou službou tak, že prostřednictvím členů výsadku požádalo o posily. Ale zpravodajská hra neměla úspěch. Členové výsadku, kteří se vzdali, nebyli v SSSR nijak potrestáni. Autor plánu výsadku Ivan Bessonov byl v červnu 1943 Němci zatčen a uvězněn v Sachsenhausenu.

### Operace Ulm
Operace byla plánována jako výsadek agentů na Urale za účelem sabotáže sovětského ocelářského průmyslu ve městech Magnitogorsk a Čeljabinsk. Šlo o zničení vysokých pecí, ale také o likvidaci dvou elektráren, které dodávaly ocelárnám energii. Agenti zahájili výcvik, ale nedostatek letadel s dlouhým doletem způsobil zpoždění akce. Díky postupu Rudé armády na frontě došlo také ke ztrátě vhodných letišť, ze kterých by výsadek mohl doletět k vytýčeným cílům. Proto byla vyslána pouze malá skupina do města Vologda, kde byly určeny alternativní cíle. Postupem času byla operace změněna na operaci Eisenhammer, která měla za úkol likvidaci elektráren u Moskvy. Operace se však z vojenského hlediska a pro existenci operací s vyšší prioritou stala v daném rozsahu nepotřebnou a byla zrušena.

### Útok na železnice v Brjanské oblasti
Koncem června 1944 vyslalo frontové velení Akce Zeppelin na území Brjanské oblasti oddíl 34 lidí vedený Michailem Chludovem. Tento bývalý poručík Rudé armády byl naverbován německou rozvědkou už v roce 1942. Po absolvování speciálního výcviku Chludov opakovaně plnil úkoly zadané německými službami, a to jak na okupovaných územích, tak v týle Rudé armády. Účastnil se kárných operací proti sovětským partyzánům a obdržel německá vyznamenání. Chludovův oddíl operoval v lesích Brjanské oblasti více než měsíc. Byl zodpovědný za 15 sabotáží na železnicích a silnicích, vraždy sovětských představitelů a několik žhářských útoků. K likvidaci jeho oddílu musely být nasazeny jednotky Rudé armády. V přestřelce se sovětskými vojáky byl Chludov těžce raněn a zajat. Spolu s ním bylo zajato dalších 10 agentů a zbytek padl v boji.

### Atentát na Stalina
Operace se začala uskutečňovat v červenci 1944. Jednalo se o nejznámější operaci Zeppelinu. Podle plánu měla vysazená dvojice atentátníků zavraždit Stalina nebo jiné vysoce postavené sovětské představitele na výročí VŘSR. Místo předpokládaného výsadku v Moskevské oblasti zkontrolovala zvláštní jednotka složená z Rusů v německých službách. Pro provedení atentátu na Stalina byli vybráni 2 agenti Pjotr Tavrin-Šilo, podle spekulací dvojitý agent, a Livija Adamčiková. Agent Šilo byl vybaven doklady zástupce náčelníka kontrarozvědky SMERŠ 39. armády a medailí hrdiny SSSR.
Letadlo Arado Ar-232B (čtyřmotorové) zvláštní eskadry KG 200 (7. Staffel des Ergänzungs-Transportgeschwader) odstartovalo z letiště v Rize dne 5. září 1944. Agenti byli oblečeni v sovětských stejnokrojích. Letadlo se dostalo pod palbu sovětského protiletadlového dělostřelectva a muselo nouzově přistát poblíž Smolenska. Akce byla sovětské kontrarozvědce známa, ale čekala na místě původně plánovaného přistání. Dvojice agentů byla zadržena díky bdělosti sovětské hlídky, které bylo podezřelé, že motocykl M72 Ural agentů není v deštivém dni od bláta. Agenti byli zadrženi a předáni orgánům SMĚRŠ. Sovětské tajné služby se prostřednictvím agentů pokusily o zpravodajskou hru s krycím názvem Mlha, která byla Němci odhalena. Dodnes není jasno, zda celá akce nebyla od počátku zpravodajskou hrou sovětských služeb. Na základě Tavrinových výpovědí byly zatčeny desítky agentů.

### Operace v Pobaltí
Po ústupu z Běloruska po operaci Bagration v roce 1944 Zeppelin na území Estonska, Lotyšska a Litvy prováděl kontrarozvědnou činnost proti sovětským patyzánům a pomáhal plánovat vojensko-policejní akce zaměřené na jejich likvidaci. Dalším cílem bylo vytváření základen organizací pro odboj proti přicházející sovětské moci a obecně kontrarozvědná činnost proti sovětským zvláštním službám. Po ústupu z Lotyšska na podzim 1944 byly na území obsazeném Rudou armádou ponechány záškodnické skupiny složené z protisovětsky naladěných Lotyšů, které měly provádět sabotáže nyní již v týlu Rudé armády. Pro záškodnické skupiny byly vytvořeny tajné sklady zbraní, výbušnin a zápalných látek. Ve skupinách byli kvalifikovaní agenti spojaři vybavení přenosným rádiovým zařízením, potřebnými kódy a šiframi. Agenti byli vybaveni sovětskými dokumenty. První taková skupina byla sovětskými bezpečnostními složkami zlikvidována již 16. října 1944 v Rize. Bylo jí zabaveno asi 90 kg TNT, 5 samopalů, 3 revolvery, sady oblečení, náhradní díly a mapy. Zatčení agenti byli použiti pro zpravodajskou hru.

### Získávání ekonomicko-technických informací a výzkum
Ve zvláštních táborech Akce Zeppelin umístěných ve Vratislavi prováděli ruští vědci a technici výzkum dálkového ovládání pro zbraně a další vybavení pro zvláštní mise. Zde byly také připravovány plány proti sovětské ropné infrastruktuře, shromažďovány mapy a statistiky sovětského průmyslu. Tyto informace byly zpravodajsky velmi cenné a jednalo se o nejúspěšnější část celé Akce Zeppelin.
V květnu 1943 vytvořil Zeppelin speciální tým sovětských válečných zajatců pro shromažďování a zpracování zpravodajských informací o národním hospodářství SSSR – Speciální tábor L maskovaný jako "Institut ruských inženýrů". Jeho vedoucím byl zpočátku doktor technických věd Gimpel a od roku 1944 moskevský rodák Vladimir Ivanovič Klingefer, který dříve sloužil u bezpečnostní policie a SD v Minsku. Jednalo se o centrum pro shromažďování a zpracování informací o ekonomice SSSR. Sběr informací probíhal různými metodami – výslechy válečných zajatců, jejich zapojení do sestavování kartotéky pro jednotlivá odvětví hospodářství SSSR a využívání odborné literatury ze zabavených sovětských knihoven. V táboře se nacházelo několik německých vedoucích, zbývajících 200 lidí byli bývalí váleční zajatci. Skupiny byly rozděleny následovně:
- Skupina T (Technika) – mapovala technická a ekonomická data z této oblasti sovětského hospodářství. Zahrnovala přes 20 zaměstnanců, převážně inženýrů. Kreslicí kancelář skupiny připravovala mapy sovětských průmyslových regionů a umístění jednotlivých zařízení.
- Skupina P (Tisk) – shromažďovala publikované technické informace z tisku, měla rozhlasovou stanici pro poslech sovětského vysílání. Skupinu tvořilo 6 oficiálních zaměstnanců a vědeckotechnická knihovna s deseti tisíci svazků.

Vězni s technickým vzděláním byli vybíráni pro práci ve výzkumném oddělení. Po ověření jejich kvalifikace byli buď posláni do zpravodajských a sabotážních škol, ponecháni v táboře nebo posláni na práci do německého průmyslu. Nedůvěryhodní jedinci s nízkou kvalifikací byli posláni zpět do koncentračních táborů.

## Operace sovětské rozvědky a kontrarozvědky proti Zeppelinu
Protivníkem Akce Zeppelin byla na sovětské straně vojenská kontrarozvědka SMĚRŠ. Sovětská kontrarozvědka operovala proti agentům Zeppelinu zejména pomocí zpravodajských her, kdy se pokoušela nalákat další agenty k výsadku, který pak likvidovaly bezpečnostní složky. Jednou z takových her byla operace Minér, která přilákala 17 agentů Akce Zeppelin, kteří byli dne 15. listopadu 1943 zneškodněni.
Mnoho skupin bylo zajato nebo zničeno brzy po přistání nebo souhlasilo se spoluprací se sovětskými úřady. Němečtí velitelé neměli žádný způsob, jak ověřit přijaté informace, a proto byla Akce Zeppelin vysoce náchylná k dezinformacím sovětských bezpečnostních sil. Z 19 agentských skupin (115 agentů) vyslaných na území SSSR v roce 1943 bylo 15 zlikvidováno ještě před zahájením plnění svých úkolů.
Mnozí agenti byli odhaleni díky německé pečlivosti, se kterou byly připravovány falešné dokumenty. Falešné vojenské knížky Rudé armády byly vyrobeny tak, že nešly rozeznat od pravých, počínaje texturou papíru a konče rozvržením textu. Kancelářskou sponku, která dokumenty držela pohromadě, však Němci vyráběli z nerezové oceli na rozdíl od originální sovětské. Ta po pár dnech začala rezivět a oproti německé sponce zanechávala na papíře stopy. Desítky agentů byly kvůli takové maličkosti odhaleny.
Agenti byli také odhalováni pomocí neznalosti reálií. V květnu 1944 byli v oblasti stanice Nizovskaja na leningradské železnici na padácích vysazeni 2 agenti mající za úkol průzkumnou činnost v okolí města Gatčina. Sovětskou hlídku překvapil sytý a upravený vzhled vojáků údajně jedoucích z fronty. To se neshodovalo se skutečným stavem sovětských vojáků, a proto byli oba agenti zatčeni.
Další úspěšnou operací sovětské kontrarozvědky bylo zadržení 3 agentů průzkumníků, kteří měli za cíl identifikovat pozice protivzdušné obrany, umístění letišť a získat informace o vojenských továrnách. Byli zadrženi třetí den po svém vysazení a převerbováni na sovětskou stranu. Dezinformace připravené generálním štábem Rudé armády byly předávány Němcům.
V období předcházejícím bitvě u Kurska sovětské orgány zneškodnily odhadem 1 500 německých agentů. Podařilo se jim také zneškodnit komando mající za úkol likvidaci velitele fronty Rokossovského. Obě nasazené skupiny byly zlikvidovány v prvních hodinách po svém objevení v sovětském týlu.
Nejúspěšnější operací sovětské rozvědky proti Zeppelinu byl přechod příslušníků SS brigády Družina na sovětskou stranu dne 13. srpna 1943. Jednalo se o velkou jednotku a propagandistický dopad na morálku vojáků z řad sovětských občanů byl značný.

## Trestní řízení s členy Akce Zeppelin po válce
Válečné zločiny spáchané během operace Zeppelin byly také předmětem soudního procesu v Norimberku v roce 1948 proti šéfovi zahraniční SD Walteru Schellenbergovi. Po válce mnoho bývalých členů Akce Zeppelin, v rozporu se skutečností, vykreslovalo své aktivity jako zvláště úspěšné, aby zahájili druhou kariéru v západních tajných službách, a tak se vyhnuli stíhání za válečné zločiny. To jim umožnilo pokračovat v provádění tajných operací proti Sovětskému svazu během začátku studené války.
Německá justice začala operaci Zeppelin řešit až v roce 1963, kdy bylo v Düsseldorfu zahájeno řízení proti bývalým agentům Zeppelinu za zdokumentované vraždy, které již byly předmětem Norimberského vojenského tribunálu.